# Rieneck
Rieneck est une ville allemande située en Bavière, dans l'arrondissement de Main-Spessart et le district de Basse-Franconie.

## Géographie

Situation de Rieneck dans l'arrondissement de Main-Spessart

Rieneck est située entre le massif du Rhön à l'est et celui du Spessart à l'ouest, sur la rivière Sinn, affluent de la Saale franconienne, elle-même affluent du Main, à 5 km au nord de Gemünden am Main.

## Histoire
La première mention écrite de la ville date de 790. 
Le château est construit au XIIe siècle et, en 1311, il est fait mention de la ville de Rieneck qui a pris le nom de ses possesseurs, les comtes de Rieneck, qui possédait à l'origine le château de Rheineck.
Le comte Arnold I de Looz (1101-1139) a hérité du comté de Rieneck après la mort de son beau-père Gerhard, comte de Rieneck, en 1106. En 1168, Ludwig Ier, comte de Looz et Rieneck, reçut le comté de Rieneck - y compris la ville de Rieneck - comme fief de l'Électorat de Mayence. Il fit construire vers 1150 le castrum Rinecke à la frontière nord-est du comté de Rieneck afin de sécuriser sa sphère de pouvoir contre les intérêts des territoires environnants de Mayence, l'évêché de Würzburg et l'abbaye de Fulda. À la fin du XIIIe siècle, le comté comprenait une grande partie du Spessart, des parties du triangle du Main, le "Plateau franconien", la région autour de Grünsfeld et des exploitations dispersées de la Nahe au Steigerwald.
Lorsque la lignée des Rieneck s'éteint en 1559, la ville passe dans la possession des comtes de Nostitz.

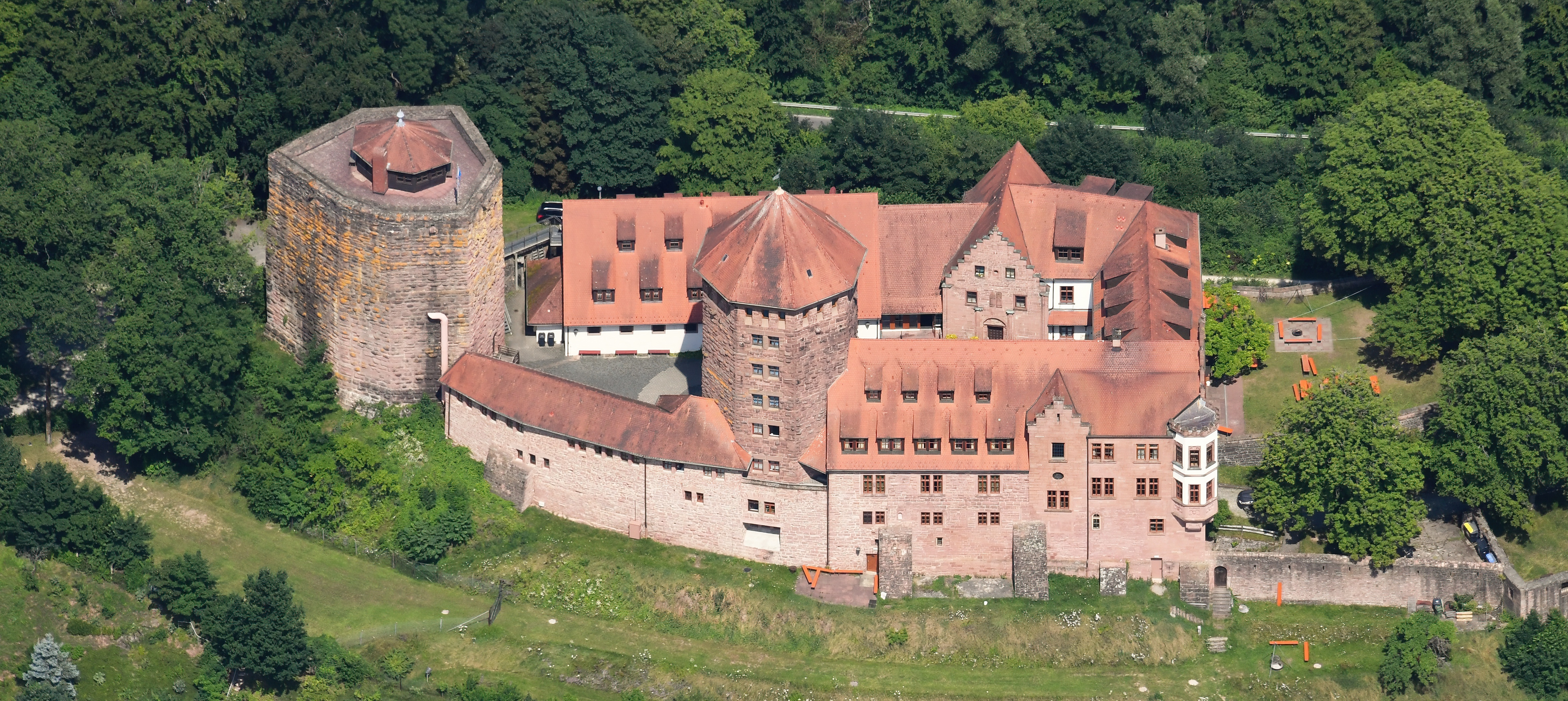
Le château de Rieneck

## Démographie
| 1910  | 1933  | 1939  | 1970  | 1987  | 2003  | 2009  |
| ----- | ----- | ----- | ----- | ----- | ----- | ----- |
| 1 540 | 1 718 | 1 740 | 2 315 | 2 096 | 2 111 | 2 033 |